# Широкое (Павлодарская область)
Широкое (каз. Широкое) — упразднённое село в Аккулинском районе Павлодарской области Казахстана. Входило в состав Жамбылского сельского округа. Код КАТО — 555239400. Исключено из учетных данных в 2017 г.

## Население
В 1999 году население села составляло 290 человек (147 мужчин и 143 женщины). По данным переписи 2009 года, в селе проживали 54 человека (23 мужчины и 31 женщина).